# Тонкава (народ)
Тонка́ва (англ. Tonkawa, устар. тукавасы) — индейский народ юга Великих равнин, проживавший в центральном Техасе в XVIII—XIX веках. Язык тонкава — изолированный, в настоящее время вымерший, и все тонкава говорят только по-английски.
В середине 1990-х годов в собственности тонкава находилось 398,74 акра в штате Оклахома.

## Этноним
Самоназвание народа Титсканватитч (Titskanwatitch) или didjganwa•didj и означает «люди». Этноним «тонкава» происходит из языка вако от «тонкавейя», что переводится «все они остаются вместе».

## Язык и численность

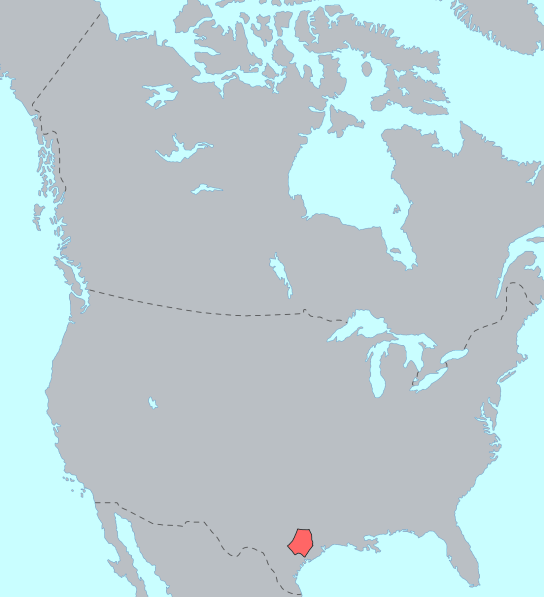
Территория Тонкава в начале XIX века.

Вопрос о происхождении народа остаётся спорным. Отличие языка и культуры от соседних племён делает тонкава уникальным народом из всех индейцев Северной Америки. Близкими по языку и культуре могли быть угасшие ёхуан, мэйай, эрвипиаме.
Общая численность с XV века к концу XVII века сократилась с приблизительно 5 тысячи человек до 1600 человек, и до 34 человек в 1921 году. В 1993 году численность тонкава составила 186 человек, в 2007 году — 200 человек, из которых никто не владеет родным языком, по другим данным — на родном языке говорят 6 человек старше 50 лет. Язык не изучается младшим поколением и вымрет со смертью последнего носителя.

## История

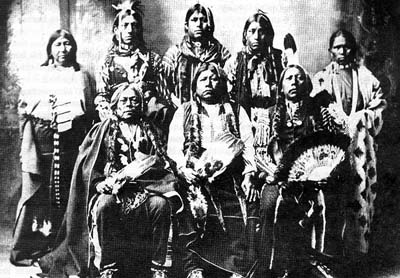
Представители тонкава, 1898 год

В начале XVII века тонкава проживали на северо-востоке современного штата Оклахома. Племя состояло из ряда матриархальных кланов, а именно: Аваш, Чойопан, Хайваль, Хатчукни, Квеш, Нильхайлай, Нинчопен, Пакани, Пакхалате, Санук, Тальпквейю и Тицканватичатак. К 1700 году более многочисленные и агрессивные апачи оттеснили тонкава на юг. Большую часть XVIII—XIX веков проживали на территории современного штата Техас. В XVIII веке тонкава были воинственными кочевниками и разводили много лошадей. Помимо собственно тонкава, племя состояло из остатков ёхуан, мейай, эрвипиами, кавов и других народов.
До XIX века тонкава враждовали с липанами и другими апачами, что обеспечивало мирные союзы с команчами, уичита, хасинай. Также обычно дружелюбные отношения тонкава были с бидаями, акокисами, аранамами на юге и с коавильтеками на северо-западе. Когда в 1790 году апачи заключили союз с бидаями, акокиса и атакапа, тонкава настроились враждебно к этим племенам.
В 1691 году Франциско де Езус Мария назвал тонкава и союзные им племена враждебными к хасинай, написав названия «Tanquaay» и «Diujuan». Упоминание о тонкава пропадает до 1719 года, когда французская экспедиция Ля Арпа на Красной реке рядом с кадохадачо встретила несколько племён, следующих за бизонами. Мужчины тонкава шли испещрённые шрамами, поскольку недавно окончилась война с апачами. После этой встречи тонкава были дружны с французами.
C испанцами тонкава познакомились в Техасе на реке Сан-Ксавье (Сан-Гейбриел). В 1740-х годах здесь устраивались испанские миссии. Индейцы страдали от смертельной эпидемии оспы и набегов апачей. Переехавшие ближе к липанам в миссию Сан-Саба испанцы настроили этим тонкава против себя и понесли потери от их набегов на новое поселение в 1758 году.
В конце XVIII века вождём у тонкава стал представитель апачи по имени Эль Мочо, которому приснился сон о необходимости объединить народы апачей и тонкава против испанцев. На совете более 4 тысяч человек народы не пришли к общему соглашению из-за своих культурных различий. Эль Мочо был схвачен и казнён испанцами.
Постоянные войны и эпидемии новых болезней сильно сократили численность племени. Когда первые американцы пришли на их земли, тонкава не представляли для них опасности. Они были в основном дружественны американцам. В 1840 году тонкава во главе с вождём Пласидо присоединились к техасским рейнджерам и атаковали совместно команчей у Плам-Крика.
После провозглашения независимости Мексики в 1821 году тонкава объединились с индейцами Техаса против команчей и вако. В 1855 году в Техасе были образованы первые резервации. Наряду с кэддо и уичита тонкава расселили в две маленькие резервации на реке Бразос. В 1859 году племя тонкава депортировали из Техаса, разорвав их многолетнюю связь с местными народами, в Форт Кобб на реке Уошито (Оклахома). В период гражданской войны в США более половины племени было убито при совместных рейдах кэддо, шауни и делаваров. Из 309 тонкава было убито 133 человека, в том числе вождь Пласидо. После этой резни тонкава несколько лет скитались, пока к 1870 году их не поселили рядом с фортом Гриффин в Техасе, чтобы спасти от полного уничтожения. Многие воины племени служили разведчиками и проводниками армии США. Часть тонкава вернулась в Техас, а в 1884 году остатки тонкава определили в резервацию не-персе.
Современные люди тонкава занимаются мелким бизнесом.

## Культура

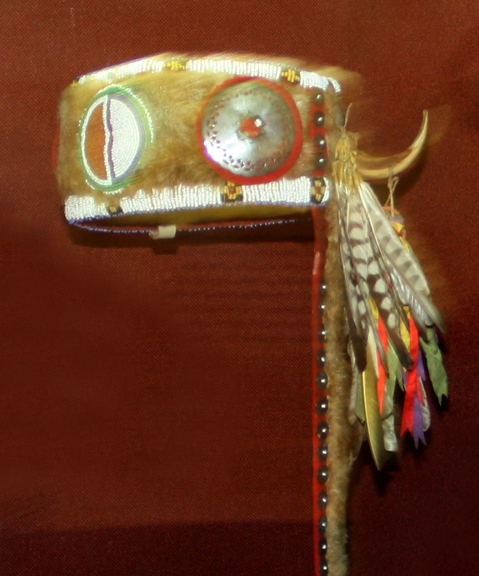
Тюрбан тонкава из шкуры выдры, ок. 1880 г., Оклахома

Сегодня наряду с языком многие культурные особенности народа утрачены. Принимают участие в ежегодном традиционном празднике пау-вау. Представитель племени избирается ежемесячно.

### Образ жизни
Тонкава слыли недружелюбным народом и среди индейцев, и среди европейских переселенцев, называвших их бродягами, каннибалами и ворами. Тонкава были военизированным, кочевым племенем, следовавшим за бизонами. Селились разбросанными группами в типи из кожи и по команде вождя снимались в путь. В XVIII веке тонкава разводили лошадей, были отличными наездниками, бегунами, охотниками на бизонов и оленей, редко или вовсе не занимались огородничеством. Пока мужчины охотились, женщины собирали коренья, семена, опунцию и другие дикие фрукты. В пищу также употребляли мясо бизона или оленя, рыбу, моллюсков, гремучих змей, но никогда волков или койотов.
Предметом торговли были шкуры животных, лошади (с конца XVII — начала XVIII веков), с севера тонкава выменивали медь.
Младенцев привязывали к колыбелькам, что приводило к сплющиванию головы.

### Одежда
Женщины носили платья из шкур животных, волосы оставляли распущенными или заплетёнными в одну косу. Мужчины носили длинные набедренные повязки и длинные косы, выщипывали брови и бороду. Мокасины надевались редко. И мужчины и женщины надевали бизоньи накидки, украшения, рисовали на коже рисунки и делали татуировки. В военное время мужчины красились в красный, жёлтый, зелёный и чёрный цвета, воины обрезали с левой стороны волосы, оставляя косу справа.

### Верования
Традиционные верования тонкава предполагают множество духов, каннибализм и приём психотропных веществ в ритуальных целях. Некоторые современные тонкава — члены Церкви коренных американцев.